# 林梦县
林梦县是马来西亚砂拉越州林梦省的一个县，县府为林梦。该县东部和西部与文莱接壤，东南部为老越县，南部和西南部为美里县。由于两侧和海岸被文莱环绕，因此在陆路方面只能通过移民站进入林梦。

## 历史
林梦县原属文莱，1890年被砂拉越第二任拉惹查尔斯·安东尼·约翰逊·布鲁克（Charles Anthoni Johnson Brooke）吞并，成为砂拉越的第五省。汶莱强烈反对吞并。 
实际的边界沿该地区西侧的汶萊河与林梦河流域之间的分水岭，并以东侧的邦达鲁安河（Sungai Pandaruan）作为边界。边界协议划定了西部边界和邦达鲁安河，而其他边界尚未划定。
汶莱自1967年以来将林梦地区宣称为其领土的一部分（自19世纪80年代以来林梦由白人拉惹吞并后宣称）。这是文莱与马来西亚边境争议的一部分，因为文莱曾经是统一的，但林梦将其的领土分成两半。据文莱媒体报道，该问题已于2009年得到解决。然而文莱第二外交和贸易部长林玉成表示，两国领导人的会议从未讨论过这个问题。

## 行政区划

林梦县地图

林梦县下分一个副县，即南嘉门达米副县（Nanga Medamit Sub-District）。
| 县   | 县         | 面积（平方公里） | 人口（2010年数据） |
| ---- | ---------- | ---------------- | ------------------ |
| 林梦 | 林梦       | 3,978.10         | 48,186             |
| 林梦 | 南嘉门达米 | 3,978.10         | 48,186             |

## 人口分布
根据2010年人口普查统计，林梦县人口约46,980人。县内土著包括文莱马来人、卡达央族（Kedayan）、伊班人、伦巴旺族（Lun Bawang）、乌鲁族（Orang Ulu）等。
| 2010年林梦县族群比例 | 2010年林梦县族群比例 | 2010年林梦县族群比例 | 2010年林梦县族群比例 | 2010年林梦县族群比例 |
| -------------------- | -------------------- | -------------------- | -------------------- | -------------------- |
| 族群 / 国籍          | 族群 / 国籍          |                      | 百分比               | 百分比               |
| 马来人               | 马来人               |                      | 27.66%               | 27.66%               |
| 伊班人               | 伊班人               |                      | 25.38%               | 25.38%               |
| 比达友人             | 比达友人             |                      | 0.78%                | 0.78%                |
| 马兰诺人             | 马兰诺人             |                      | 0.53%                | 0.53%                |
| 其它土著             | 其它土著             |                      | 28.82%               | 28.82%               |
| 华人                 | 华人                 |                      | 13.76%               | 13.76%               |
| 印度人               | 印度人               |                      | 0.19%                | 0.19%                |
| 其他                 | 其他                 |                      | 0.57%                | 0.57%                |
| 非马来西亚公民       | 非马来西亚公民       |                      | 2.3%                 | 2.3%                 |

| 族群               | 2010  | 2010    |
| 族群               | 人口  | 百分比  |
| ------------------ | ----- | ------- |
| 马来人             | 12996 | 27.66%  |
| 伊班人             | 11923 | 25.38%  |
| 比达友人           | 365   | 0.78%   |
| 马兰诺人           | 250   | 0.53%   |
| 其他土著           | 13541 | 28.82%  |
| 华人               | 6465  | 13.76%  |
| 印度人             | 91    | 0.19%   |
| 其他               | 269   | 0.57%   |
| 马来西亚公民总数   | 45900 | 97.7%   |
| 非马来西亚公民总数 | 1080  | 2.3%    |
| 总数               | 46980 | 100.00% |

## 经济
林梦县的经济来源主要为木材和农业。木材工业是该县经济的重要组成部分。农业虽然稳定增长，但相对较小，主要产品为油棕、藤和黑胡椒。

## 交通
由于地理位置特殊，林梦与砂拉越的其余的道路完全隔离。然而，它与位于该县东部和西部的汶莱两个地区都拥有良好的公路连接。该县还拥有良好的本地道路网络。
林梦县有两个道路边界关卡，都进入汶莱。
- 德东干（Tedungan）：距离林梦西部43公里，是从林梦进入文莱主要部分的道路。文莱检查站被称为瓜拉鲁拉（Kuala Lurah）。
- 邦达鲁安（Pandaruan）：此关卡距离林梦东部15公里，形成了砂拉越和文莱的淡武隆县之间的边界。过境必须通过轮渡。文莱一侧的检查站称为Puni，在距轮渡着陆点500米的木板建筑中运营。